# Stockborn
Stockborn (von Born für ‚Brunnen‘, ‚Quelle‘) ist ein Weiler mit 107 Einwohnern (30. Juni 2007), der zu Erfenbach, einem Stadtteil der kreisfreien Großstadt Kaiserslautern in Rheinland-Pfalz gehört. Bis 1937 war er eine selbständige Gemeinde.

## Geographie

### Lage
Stockborn befindet sich im Süden des Nordpfälzer Berglandes im äußersten Norden der Gemarkung von Kaiserslautern am linken Ufer der Lauter. Der Kohbach, ein orografisch linker Nebenfluss der Lauter, streift den südlichen Siedlungsrand. Der Ort liegt an der Gemarkungsgrenze zur Ortsgemeinde Otterbach; auf der gegenüberliegenden Seite des Flusses liegt deren Ortsteil Sambach. Weniger als einen Kilometer weiter nördlich erstreckt sich das Siedlungsgebiet der Ortsgemeinde Katzweiler. Der Eimerbach bildet die Gemarkungsgrenze zu dieser. Südwestlich des Ortes erstreckt sich außerdem der insgesamt 281,5 Meter hohe Rotenberg.

### Stockborner Bruch
Außerhalb des Siedlungsgebiets bietet der Stockborner Bruch als eines der wenigen intakten Feuchtgebiete der Westpfalz vielen teils geschützten Pflanzen- und Tierarten wie Schilfrohr (Phragmites australis), Rohrkolben (Typha spec.), und der Wasserralle (Rallus aquaticus) Lebensraum.

## Geschichte
Erstmals urkundlich erwähnt wird der Ort 1143 bzw. 1213 als Stocwiler, wobei er vermutlich bereits im 7. Jahrhundert entstand. Von 1190 bis 1732 gehörte der anschließend Stockweiler genannte Ort zur Herrschaft der Burg Hohenecken, anschließend bis Ende des 18. Jahrhunderts zur Kurpfalz. Von 1798 bis 1814, als die Pfalz Teil der Französischen Republik (bis 1804) und anschließend Teil des Napoleonischen Kaiserreichs war, war Stockborn in den Kanton Kaiserslautern eingegliedert und unterstand der Mairie Weilerbach. 1815 hatte der Ort 63 Einwohner. Im selben Jahr wurde der Ort Österreich zugeschlagen. Bereits ein Jahr später wechselte der Ort in das Königreich Bayern. Von 1818 bis 1862 gehörte er dem Landkommissariat Kaiserslautern an; aus diesem ging das Bezirksamt Kaiserslautern  hervor, ab 1939 Landkreis Kaiserslautern genannt.
1928 hatte Stockborn 96 Einwohner, die in 20 Wohngebäuden lebten. Im Jahr 1937 wurde der bis dahin selbständige Ort nach Erfenbach eingemeindet. Letzteres wurde 1969 im Zuge der ersten rheinland-pfälzischen Verwaltungsreform wiederum ein Stadtteil der kreisfreien Stadt Kaiserslautern, womit Stockborn den Landkreis Kaiserslautern verließ.

## Religion
Der Ort wurde vorwiegend von Menschen mennonitischen Glaubens bewohnt. Die Einwohnerstatistik von 1928 weist 47 Protestanten, 12 Katholiken und 37 „sonstige“ auf. Die Katholiken gehörten seinerzeit zur Pfarrei Otterbach, während die Protestanten zu derjenigen von Erfenbach gehörten.

## Infrastruktur
Einziges Kulturdenkmal vor Ort ist das frühere Schulhaus, das in den Jahren 1862 und 1863 entstand. Stockborn ist über die Kreisstraße 8 angebunden, die in südlicher Richtung nach Erfenbach führt; nach überschreiten der Kreisgrenze heißt sie Kreisstraße 24 und führt nach Katzweiler.